# Primera División Femenina de España 2015-2016
L'edizione 2015-2016 è stata la ventottesima edizione della Primera División, massima serie del campionato spagnolo femminile di calcio. Il campionato è stato vinto per la quinta volta dall'Athletic Bilbao, ritornato al successo nel torneo dopo nove stagioni. Capocannoniere del campionato è stata Jennifer Hermoso, calciatrice del Barcellona, con 24 reti realizzate. Sono retrocessi in Segunda División il Collerense e l'Oviedo Moderno.
Per la stagione 2015-2016 la Primera División è stato il settimo campionato di calcio femminile in Europa secondo il ranking stilato dalla UEFA.

## Stagione

### Novità
Dalla Primera División 2014-2015 sono stati retrocessi in Segunda División il Sant Gabriel e il Siviglia. Dalla Segunda División sono stati promossi in Primera División l'Oiartzun e il Granadilla Tenerife.

### Formula
Le 16 squadre si affrontano in un girone all'italiana con partite di andata e ritorno, per un totale di 30 giornate. La squadra prima classificata è campione di Spagna, mentre le ultime due classificate retrocedono in Segunda División. Le prime due classificate sono ammesse alla UEFA Women's Champions League. Le prime otto classificate sono ammesse alla Copa de la Reina 2016.

## Squadre partecipanti
| Club                | Città               | Stadio                          | Stagione 2014-2015            |
| ------------------- | ------------------- | ------------------------------- | ----------------------------- |
| Athletic Bilbao     | Bilbao              | Impianti di Lezama              | 3º posto in Primera División  |
| Atlético Madrid     | Madrid              | Stadio Cerro del Espino         | 2º posto in Primera División  |
| Barcellona          | Barcellona          | Ciutat Esportiva Joan Gamper    | Campione di Spagna            |
| Collerense          | Palma di Maiorca    | Can Caimari                     | 14º posto in Primera División |
| Espanyol            | Barcellona          | Ciutat Esportiva Dani Jarque    | 7º posto in Primera División  |
| Fundación Albacete  | Albacete            | Ciutat Esportiva Andrés Iniesta | 12º posto in Primera División |
| Granadilla Tenerife | Granadilla de Abona | La Hoya del Pozo (El Médano)    | Finale in Segunda División    |
| Huelva              | Huelva              | Campos Federativos de La Orden  | 8º posto in Primera División  |
| Levante             | Valencia            | El Terrer de Paiporta           | 5º posto in Primera División  |
| Oiartzun            | Oiartzun            | Karla Lekuona                   | Finale in Segunda División    |
| Oviedo Moderno      | Oviedo              | Stadio Manuel Díaz Vega         | 10º posto in Primera División |
| Rayo Vallecano      | Madrid              | Ciutat Esportiva Rayo Vallecano | 6º posto in Primera División  |
| Real Sociedad       | San Sebastián       | Impianti di Zubieta             | 11º posto in Primera División |
| Santa Teresa        | Badajoz             | Estadio Municipal Nuevo Vivero  | 9º posto in Primera División  |
| Transportes Alcaine | Saragozza           | Stadio Pedro Sancho             | 13º posto in Primera División |
| Valencia            | Valencia            | Municipal de Beniferri          | 4º posto in Primera División  |

## Classifica finale
|  | Pos. | Squadra             | Pt | G  | V  | N | P  | GF | GS | DR  |
|  | ---- | ------------------- | -- | -- | -- | - | -- | -- | -- | --- |
|  | 1.   | Athletic Bilbao     | 78 | 30 | 25 | 3 | 2  | 75 | 15 | +60 |
|  | 2.   | Barcellona          | 77 | 30 | 24 | 5 | 1  | 98 | 12 | +86 |
|  | 3.   | Atlético Madrid     | 69 | 30 | 22 | 3 | 5  | 83 | 24 | +59 |
|  | 4.   | Levante             | 54 | 30 | 16 | 6 | 8  | 56 | 38 | +18 |
|  | 5.   | Real Sociedad       | 53 | 30 | 16 | 5 | 9  | 50 | 33 | +17 |
|  | 6.   | Valencia            | 49 | 30 | 15 | 4 | 11 | 65 | 30 | +35 |
|  | 7.   | Granadilla Tenerife | 47 | 30 | 14 | 5 | 11 | 49 | 44 | +5  |
|  | 8.   | Huelva              | 46 | 30 | 13 | 7 | 10 | 44 | 39 | +5  |
|  | 9.   | Rayo Vallecano      | 36 | 30 | 10 | 6 | 14 | 34 | 48 | -14 |
|  | 10.  | Espanyol            | 36 | 30 | 10 | 6 | 14 | 28 | 48 | -20 |
|  | 11.  | Santa Teresa        | 32 | 30 | 9  | 5 | 16 | 43 | 62 | -19 |
|  | 12.  | Transportes Alcaine | 32 | 30 | 10 | 2 | 18 | 38 | 68 | -30 |
|  | 13.  | Fundación Albacete  | 25 | 30 | 6  | 7 | 17 | 47 | 93 | -46 |
|  | 14.  | Oiartzun            | 24 | 30 | 6  | 6 | 18 | 24 | 67 | -43 |
|  | 15.  | Oviedo Moderno      | 11 | 30 | 2  | 5 | 23 | 21 | 78 | -57 |
|  | 16.  | Collerense          | 10 | 30 | 1  | 7 | 22 | 28 | 84 | -56 |

Legenda:
      Campione di Spagna, ammessa alla UEFA Women's Champions League 2016-2017 ed alla Copa de la Reina 2016
      Ammessa alla UEFA Women's Champions League 2016-2017 ed alla Copa de la Reina 2016
      Ammesse alla Copa de la Reina 2016
      Retrocesse in Segunda División 2016-2017
Note:
Tre punti a vittoria, uno a pareggio, zero a sconfitta.

## Risultati
|                     | Ath  | Atl  | Bar  | Col  | Esp  | FAl  | GTS  | Hue  | Lev  | Oia  | Ovi  | Ray  | Rea  | STe  | TAl  | Val  |
| ------------------- | ---- | ---- | ---- | ---- | ---- | ---- | ---- | ---- | ---- | ---- | ---- | ---- | ---- | ---- | ---- | ---- |
| Athletic Bilbao     | –––– | 3-0  | 1-1  | 5-0  | 5-0  | 5-1  | 5-1  | 3-0  | 0-0  | 2-0  | 3-0  | 1-0  | 5-0  | 3-1  | 3-0  | 3-2  |
| Atlético Madrid     | 1-2  | –––– | 0-0  | 5-0  | 3-0  | 9-1  | 5-0  | 3-1  | 1-2  | 3-0  | 5-1  | 3-0  | 2-1  | 4-2  | 7-2  | 0-3  |
| Barcellona          | 1-1  | 0-1  | –––– | 2-1  | 7-1  | 2-0  | 3-0  | 1-1  | 7-1  | 2-0  | 8-0  | 4-0  | 1-0  | 5-1  | 6-0  | 2-0  |
| Collerense          | 0-3  | 0-5  | 0-3  | –––– | 1-0  | 4-4  | 1-2  | 0-4  | 1-2  | 2-2  | 2-2  | 1-3  | 0-2  | 2-2  | 2-2  | 0-7  |
| Espanyol            | 0-2  | 1-2  | 0-0  | 0-0  | –––– | 2-1  | 0-0  | 1-0  | 0-2  | 2-1  | 4-0  | 2-1  | 0-0  | 1-0  | 2-3  | 0-4  |
| Fundación Albacete  | 1-3  | 1-3  | 0-10 | 3-2  | 0-1  | –––– | 2-0  | 2-2  | 1-6  | 4-3  | 3-2  | 2-3  | 0-6  | 4-4  | 3-1  | 2-6  |
| G. Tenerife Sud     | 2-1  | 0-1  | 1-3  | 3-2  | 2-3  | 1-0  | –––– | 1-1  | 0-0  | 4-0  | 4-0  | 3-0  | 3-0  | 4-1  | 4-0  | 1-0  |
| Huelva              | 0-2  | 1-1  | 1-2  | 2-1  | 0-1  | 2-2  | 0-2  | –––– | 2-1  | 3-0  | 3-2  | 3-1  | 0-0  | 1-0  | 3-1  | 1-0  |
| Levante             | 0-2  | 1-1  | 0-1  | 4-0  | 3-2  | 1-1  | 6-1  | 4-0  | –––– | 1-1  | 3-1  | 2-1  | 2-1  | 4-0  | 2-3  | 0-0  |
| Oiartzun            | 0-4  | 0-5  | 0-5  | 2-1  | 1-0  | 1-0  | 2-0  | 2-2  | 0-1  | –––– | 1-0  | 0-2  | 0-1  | 3-2  | 1-2  | 0-2  |
| Oviedo Moderno      | 0-2  | 0-1  | 0-5  | 0-0  | 2-2  | 0-3  | 1-4  | 0-4  | 0-3  | 3-1  | –––– | 1-2  | 1-2  | 0-1  | 1-3  | 2-2  |
| Rayo Vallecano      | 2-0  | 0-2  | 1-2  | 2-1  | 1-1  | 2-2  | 1-1  | 0-1  | 2-0  | 1-1  | 0-1  | –––– | 2-2  | 2-1  | 2-1  | 1-1  |
| Real Sociedad       | 1-2  | 1-0  | 0-3  | 3-1  | 2-0  | 2-2  | 1-1  | 0-1  | 4-0  | 3-0  | 3-0  | 3-0  | –––– | 1-0  | 4-2  | 0-1  |
| Santa Teresa        | 0-1  | 0-1  | 0-7  | 3-1  | 3-1  | 1-0  | 1-4  | 3-2  | 1-3  | 1-1  | 1-1  | 3-0  | 1-3  | –––– | 2-0  | 2-0  |
| Transportes Alcaine | 0-1  | 1-6  | 0-3  | 4-1  | 0-1  | 3-0  | 1-0  | 4-1  | 1-2  | 1-1  | 1-0  | 2-0  | 1-2  | 1-4  | –––– | 0-2  |
| Valencia            | 1-2  | 0-2  | 1-2  | 3-1  | 2-0  | 6-2  | 3-0  | 1-2  | 2-0  | 8-0  | 2-0  | 0-1  | 1-2  | 2-2  | 2-0  | –––– |

## Statistiche

### Classifica marcatrici
| Gol |  |  | Giocatore        | Squadra         |
| --- |  |  | ---------------- | --------------- |
| 24  |  |  | Jennifer Hermoso | Barcellona      |
| 22  |  |  | Charlyn Corral   | Levante         |
| 20  |  |  | Sonia Bermúdez   | Atlético Madrid |
| 19  |  |  | María Paz        | Valencia        |
| 18  |  |  | Esther González  | Atlético Madrid |
| 18  |  |  | Alexia Putellas  | Barcellona      |